# Kozlinyj
Kozlinyj (in russo Козлиный; in finlandese Pukkio o Pukkionsaari) è una delle isole russe che si trova al confine finlandese nel golfo di Finlandia, nelle acque del mar Baltico. Amministrativamente fa parte del Vyborgskij rajon dell'oblast' di Leningrado, nel Circondario federale nordoccidentale.

## Geografia
Kozlinyj è situata a 1,5 km dal confine russo-finlandese e a 8 km dalla terraferma; si trova a sud-est di Malyj Pograničnyj e Dikij Kamen'; a sud di Bol'šoj Pograničnyj e di Tvërdyj; a sud-ovest dell'arcipelago Pitkjapaasi; e a ovest di Chemminginletto. Adiacenti a Kozlinyj, a sud-ovest, ci sono le piccole isole di Bol'šoj Kozlënok e Malyj Kozlënok (Большой Козлёнок, Малый Козлёнок), sempre a sud-ovest, a maggiore distanza, in mare aperto si trovano le isole Smolistye (острова Смолистые), l'isola Kopytin e Malyj Kopytin. L'isola è prevalentemente boscosa e ha due fari: uno sulla costa sud-est e uno a sud (il faro Pukkio).

## Storia
Pukkio passò dalla Svezia alla Russia nel 1721 con il Trattato di Nystad. Dal 1920 al 1940, l'isola appartenne alla Finlandia, poi tornò alla Russia e fu inclusa nell'URSS. Occupata nel 1941, durante la seconda guerra mondiale, nel 1944 i finlandesi restituirono l'isola, la cui appartenenza territoriale fu confermata dal Trattato di Parigi con la Finlandia del 1947.